# Атанатари
Атанатари је раса људи који се појављују у чувеним Толкиновим романима Господар прстенова, Хобит, Сималирион.
Од расе Људи било је оних који су, у Првом Добу Сунца, пошли са истока Средње земље, отишли на запад и север и дошли у краљевство Белеријанд где су живели Нолдорски и Синдарски Вилењаци. Нолдори су назвали те Људе Атанатари, „очеви Људи“, мада је чешће то име преузимало синдарски облик који је гласио Едаини.
Ови Људи су научили велике вештине од мудрих Вилењака који су недавно били дошли из Амана, Земље Светлости, а њих су подучавале Силе Арде, Валари и Мајари, којих су се Људи веома плашили и поштовали их као богове.